# Riserva naturale Sacca di Bellocchio
La riserva naturale Sacca di Bellocchio è un'area naturale protetta della regione Emilia-Romagna composta di tre riserve naturali statali all'interno del parco regionale del Delta del Po, interessando i comuni di Ravenna e Comacchio (FE).

## Riserva naturale Sacca di Bellocchio I
La riserva naturale Sacca di Bellocchio I è stata istituita come riserva naturale zoologica e bioenergetica nel 1972 ed è situata interamente nel comune di Ravenna ed occupa una superficie di 163 ettari.

## Riserva naturale Sacca di Bellocchio II
La riserva naturale Sacca di Bellocchio II è stata istituita come riserva naturale orientata nel 1979 ed è situata prevalentemente nel comune di Comacchio ed occupa una superficie di 83 ettari.

## Riserva naturale Sacca di Bellocchio III
La riserva naturale Sacca di Bellocchio III è stata istituita come riserva naturale orientata e biogenetica nel 1981 ed è situata interamente nel comune di Comacchio ed occupa una superficie di 38,30 ettari.

## Fauna
All'interno della riserva sono presenti oltre 40 specie di uccelli, alcune delle quali nidificano più o meno regolarmente nell’area. Tra queste sono da menzionare soprattutto: rapaci diurni (Albanella minore, Falco di palude), Rallidi (Voltolino e Schiribilla), specie coloniali (Cavaliere d’Italia, Fraticello) e specie tipiche degli ambienti di canneto (Tarabuso, Tarabusino, Airone rosso, Forapaglie castagnolo). L’area è di particolare importanza quale sito di alimentazione e sosta per Anatidi, Ardeidi, Gru, Caradridi, Laridi, Sternidi, Passeriformi di canneto. Dall’inizio degli anni 1990 vi è stato un incremento delle popolazioni nidificanti di Volpoca e Beccaccia di mare.
Si tratta altresì di uno dei più importanti siti a livello regionale per la salvaguardia dei nidificanti: Charadrius alexandrinus – Fratino e Haematopus ostralegus – Beccaccia di mare.
L’ittiofauna comprende cinque specie protette dalla «Direttiva UE Habitat»: Cheppia Alosa fallax, Lampreda di mare Petromyzon marinus, Nono Aphanius fasciatus e due specie di ghiozzi (Pomatoschistus canestrini, Padogobius panizzae) tipiche degli ambienti lagunari ed estuariali.

## Flora
L’area rappresenta uno dei siti con maggiore biodiversità, nonostante la superficie limitata. Sono infatti presenti ben 19 habitat tutelati dalla Direttiva UE Habitat, dei quali tre prioritari: 
1. banchi di sabbia a debole copertura permanente di acqua marina;
2. estuari;
3. lagune costiere;
4. Vegetazione annua delle linee di deposito marine;
5. Vegetazione annua pioniera di Salicornia e altre delle zone fangose e sabbiose;
6. Prati di Spartina (Spartinion);
7. Pascoli inondati mediterranei (Juncetalia maritimi);
8. Perticaie alofile mediterranee e termo-atlantiche (Arthrocnemetalia fruticosae);
9. Dune mobili embrionali;
10. Dune mobili del cordone litorale con presenza di Ammophila arenaria;
11. Dune fisse a vegetazione erbacea (dune grigie);
12. Dune con presenza di Hippophae rhamnoides;
13. Prati dunali di Malcolmietalia;
14. Foreste dunari di Pinus pinea e/o Pinus pinaster;
15. Praterie mediterranee con piante erbacee alte e giunchi (Molinion-Holoschoenion);
16. Boschi orientali di quercia bianca;
17. Boschi misti di quercia, olmo e frassino di grandi fiumi;
18. Foreste a galleria di Salix alba e Populus alba;
19. Foreste di Quercus ilex.

Il Lago di Spina (Riserva Sacca di Bellocchio III) riceve occasionalmente l’ingresso di acqua marina e ospita nelle sue acque pulite popolamenti di Ruppia cirrhosa e dell’alga bruna Cystoseira barbata (Cystoseiraceae). Qui, da osservazioni del 2012, è stata segnalata la prima stazione romagnola di Cymodocea nodosa (Cymodoceaceae), considerata tra le angiosperme di acque salmastre di maggior pregio ecologico.
Nella parte ravennate del comprensorio di Bellocchio le bassure della Sacca ospitano ancora popolamenti di Ruppia cirrhosa e letti di macroalghe Ulvales, di consistenza variabile nel tempo.
Tra le specie di flora di interesse conservazionistico, si segnala la presenza di Salicornia veneta, una specie prioritaria protetta dalla Direttiva UE Habitat, e di Halocnemum strobilaceum, qui presente con una delle rare stazioni peninsulari.

## Accessi
L’unico accesso possibile è da Lido di Spina (comune di Comacchio) lungo la Strada statale 309 “Romea”. Dalla spiaggia è possibile avere una vista d'insieme della Riserva.

## Attività
Il Reparto Carabinieri Biodiversità di Punta Marina, organismo di gestione dell’area, mantiene una stretta collaborazione con gli altri Enti interessati alla gestione del sito, considerato che tutto il paraggio costiero è sottoposto ad una rapida erosione marina con un arretramento della linea di riva di circa 10 m/anno. Il sito è pertanto monitorato dal punto di vista geomorfologico dai competenti Servizi regionali di difesa della costa; la carta della vegetazione viene periodicamente aggiornata. È in fase di avvio, da parte dell'Agenzia regionale per la protezione ambientale, del programma “Operandum”, volto alla realizzazione di un tratto di duna sperimentale a protezione della laguna nell’area della Riserva “Sacca di Bellocchio II”. Durante il periodo di nidificazione, nel sito viene svolta dal Reparto Carabinieri Biodiversità un’importante attività a protezione dei nidi di fratino e di beccaccia di mare.